# Георг фон Віламовіц-Меллендорф
Георг фон Віламовіц-Меллендорф (нім. Georg von Wilamowitz-Möllendorf; 7 листопада 1893, Веймар — 24 липня 1943, Атлантичний океан) — німецький офіцер-підводник, один з найстарших командирів підводних човнів, корветтен-капітан крігсмаріне. Кавалер Німецького хреста в золоті.

## Біографія
1 квітня 1912 року вступив в кайзерліхмаріне. Учасник Першої світової війни, з жовтня 1914 року служив на торпедних катерах, з січня 1915 року — вахтовий офіцер. В липні 1917 року перейшов у підводний флот, вахтовий офіцер на підводному човні U-46, з серпня 1917 року — U-82, з жовтня 1917 року — U-95, з липня 1918 року — U-91. В жовтні 1918 року переданий в розпорядження 3-й флотилії підводних човнів. 27 грудня 1919 року звільнений у відставку.
В серпні 1939 року призваний в крігсмаріне і призначений командиром 100-го будівельного батальйону. В червні 1940 року переведений в 1-шу навчальну дивізію підводних човнів. З 6 серпня 1940 року — командир U-2. В жовтні 1941 року направлений на будівництво U-459 для вивчення його конструкції. З 15 листопада 1941 року — командир U-459, здійснив 6 походів (297 днів у морі). 24 липня 1943 року човен був потоплений у Біскайській затоці на відстані 120 миль північно-західніше від іспанського мису Ортегаль британським бомбардувальником «Веллінгтон». 41 член екіпажу вижили, 18 (включаючи Віламовіца) загинули. Віламовіц став найстаршим командиром підводного човна, загиблим під час Другої світової війни.

## Звання
- Морський кадет (1 квітня 1912)
- Фенріх-цур-зее (12 квітня 1913)
- Лейтенант-цур-зее (22 березня 1915)
- Оберлейтенант-цур-зее (25 грудня 1917)
- Корветтен-капітан (1 червня 1942)

## Нагороди
- Залізний хрест
  - 2-го класу (14 січня 1916)
  - 1-го класу (4 березня 1918)
- Нагрудний знак підводника (1918)
- Почесний хрест ветерана війни з мечами (грудень 1934)
- Застібка до Залізного хреста
  - 2-го класу (20 червня 1942)
  - 1-го класу (7 листопада 1942)
- Нагрудний знак підводника (22 липня 1942)
- Німецький хрест в золоті (20 липня 1943)